# Finta
A Finta é uma empresa brasileira de equipamentos esportivos com sede em São Paulo. A empresa produz equipamentos para futebol, incluindo chuteiras, bolas, luvas de goleiro e acessórios.
Nos últimos anos, a Finta também fabricou equipamentos para vôlei e basquete, incluindo roupas.

## História
A Finta é uma marca esportiva genuinamente brasileira há 30 anos no mercado. Desde 1987 tendo fornecido uniformes e materiais esportivos a grandes clubes.
Nestes trinta anos de vida, destacando-se como fornecedora e uniformizadora de equipes profissionais, a Finta participou da conquista de três títulos brasileiros da primeira divisão de futebol, Vasco em 89, Corinthians em 90 e Botafogo em 95.
Também conquistou várias vezes o campeonato de acesso para a primeira divisão do futebol brasileiro:
- - Juventude - Campeão 1994;
  - Goiás - Vice-campeão 1994;
  - América Mineiro - Campeão 1997;
  - Botafogo-SP – Vice-campeão 1998;
  - Santa Cruz – Vice-campeão 1999;
  - Paraná Clube – Campeão Taça J.H. 2000;
  - Paysandu – Campeão 2001;
  - Botafogo – Vice-campeão 2003;
  - Santa Cruz – Vice-campeão 2005;
  - América Mineiro – Vice-campeão Mineiro 2012;
  - Araxá - Mineiro da 2ª divisão 2007/2011 e Campeão Mineiro da 2ª divisão 2012;
  - Guarátinguetá - Campeão do Interior.

Também participou da conquista de dois títulos brasileiros da terceira divisão (Novo Horizontino/94 e Remo/05), duas copas do Brasil 93/94 e duas Super Copas do Sul Americanas 91/93 (Cruzeiro de Belo Horizonte).
O Paysandu venceu a copa norte em 2002 e a copa dos campeões 2002, adquirindo assim o direito de participar da Taça Libertadores da América de 2003. São 43 campeonatos estaduais (Corinthians, Cruzeiro, Sport Recife, Paysandu, Goiás, Vasco, América MG, Náutico, Ceará, Vila Nova, Santa Cruz, sendo dois tricampeonatos com Vasco e Goiás, dois torneios internacionais (Tereza Herrera/89 com o Vasco e Ramom de Carranza/96 com o Botafogo carioca).
Durante o ano de 2007, uniformizamos todas as equipes de futebol profissional do Haiti, inclusive a seleção nacional. A marca Finta venceu o campeonato Nacional da Costa Rica, sendo que na ocasião, o campeão foi a equipe do Alajuela de San Juan e o vice-campeão foi o Santos da cidade de Guapolis, interior do País, ambas as equipes utilizaram a marca Finta. Conquistou outros cinco títulos com o time de basquete masculino de Franca e o de vôlei feminino de Ribeirão Preto (Paulista/Brasileiro/Sul Americano).
Conquistou com o Sada Cruzeiro o campeonato mineiro de 2010/2011, e o campeonato da Superliga de Volei Masculina temporada 2011/2012 também com o Sada Cruzeiro, no ano de 2013 o o Vila Nova – GO conseguiu o acesso a serie B do campeonato , totalizando 65 títulos conquistados pelos clubes ( de futebol, vôlei e basquete) uniformizados com a marca Finta (Total de 44 estaduais, 01 paulista A2, 14 nacionais e 6 internacionais).
Foi também uniformizadora oficial da seleção de Trinidad and Tobago na conquista do direito de disputar a copa do mundo de 2006.
A Finta tem mais de quatro mil clientes em todo o Brasil . Os produtos da Finta são exportados para Europa, América Central, América do Sul, Caribe e Japão.
Vestia o Cruzeiro, que estava revelando ninguém menos que Ronaldo Fenômeno. Inclusive, foi com uma camisa Finta que o atacante marcou o antológico gol em cima de Rodolfo Rodrigues, e a empresa foi a última “totalmente brasileira” a ser vestida pelo craque.

## Fornecimento e patrocínio

#### Clubes
Brasil
- Brusque[4]
- Sampaio Corrêa

Haiti
- Association Sportive Cavaly
- Association Sportive de Carrefour
- Association Sportive Mirebalais
- Baltimore Sportif Club
- Dynamite Football Club
- Union Sportive Frères
- Roulado Football Club
- Tempête Football Club
- Victory Sportif Club
- Violette Athletic Club

Japão
- Ange Violet Hiroshima
- Cento Cuore Harima FC
- Renofa Yamaguchi

Trindade e Tobago
- Joe Public

#### Associações
- Ligue Haïtienne

## Patrocínios anteriores

#### Seleções
- São Vicente e Granadinas
- Trindade e Tobago (2006)

#### Clubes
- Araxá (2013–15)[5]
- Confiança
- Botafogo (1989, 1995–97, 2002–04)[6]
- Ceará
- Corinthians (1990–94)[6]
- Cruzeiro (1990–1996, 2015)[6]
- Goiás
- Juventude (2008)
- Moto Club (1999)
- Novorizontino
- Paraná (1990–93, 1999–2002)
- Paysandu (2001–05, 2007–08)
- Ponte Preta (1999–2001)[7]
- Santa Cruz (1998–2007)
- Vasco da Gama (1988–1994)[6]
- Volta Redonda
- Vila Nova
- América (1997–2001, 2010–11)
- Náutico (1985–1991, 2001–05)
- Sport Recife (1973–74, 1991–94)
- Tuna Luso (2023)
- Colegiales (2006–07)
- Alajuelense (2001-02)[6]
- Santos[6]
- Thespakusatsu Gunma (2013-19)[8]
- Ansan Greeners (2019–2020)
- Sangju Sangmu[9]

### Basquetebol
- Franca

### Vôlei
- Minas Tênis Clube (2008–2013)[10]
- Sada Cruzeiro (2010–13)